# Варичела зостер вирус
Варичела зостер вирус (акроним ВЗВ) или људски (хумани) алфахерпесвирус 3 (акроним ХХВ-3) је филтрабилни вирус који ситнији од вируса вариола-вакцине (200 мμ). Један је од девет херпесвируса за које је познато да инфицирају људе. 
Вирус изазива релативно благо заразно обољење водене богиње варичелу и зостер (обољење) која се не може пренети на експерименталне животиње; јер је само је човек пријемчив за ту болест. Варичела најчешће погађа децу, тинејџере и младе одрасле особе, а зостер (обољење) (херпес зостер) одрасле (и ретко је код деце). Инфекције ВЗВ су специфичне за људе, током којих вирус може да преживе у спољашњим срединама неколико сати.
У човека се инокулацијом вируса могу изазвати локалне и опште промене. Вирус се у болесника налази на почетку болести у органима за дисање и краће време у крви. Након тога налази се у променама на кожи, углавном за време везикулозног стадијума.
ВЗВ се умножава у плућима и изазива широк спектар симптома. Након примарне инфекције (варичеле), вирус мирује у нервима, укључујући ганглије кранијалних нерава, ганглије дорзалног корена и аутономне ганглије. Много година након што се особа опоравила од водених богиња, ВЗВ се може поново активирати и изазвати неуролошка стања.
Код одраслих и код особа са ослабљеним имунитетом инфекције ВЗВ могу да буду опасне. Инфекција ВЗВ за време трудноће могу да доведу до деформација фетуса, ожиљака на кожи и других проблема код бебе.

## Историја
Древне цивилизације препознале су и описале осип налик на водене богиње; међутим повезаност зостера и водених богиња доказан је тек 1888. године.
Сличност између вирусних честица изолованих из лезија зостера и оних из варичеле примећена је 1943. године.
Прва вакцина против водених богиња (варичеле) уведена је 1974. године.

## Карактеристике
Варичела зостер вирус припада потфамилији alphaherpesviridae у породици herpesviridae, роду Varicellovirus.
Варичела зостер вирус вирус има пречник од 150-200 нм и садржи линеарни, дволанчани ДНК (125 кбп) геном, затворен у икосаедарски капсид, окружен фосфолипидним омотачем. 
Варичела зостер вирус расте споро у ћелијама хуманих диплоидних фибробласта и остаје везан за ћелију домаћина, што доводи до мање циркулишућих вирусних честица.
Вирус је веома сличан вирусу херпес зостера, штавише као да је са њим идентичан. Елементарна телашца вируса варичеле се разликују од елементарних телашаца вируса великих богиња, и теже их је видети у микроскопском препарату, па се зато ова метода не користи у дијагностици. И на електронској микроскопији исто тако се вирус варичеле тешко приказује (види слику).

### Начин преношења
Главни пут преношења је преко аеросола који носе честице ВЗВ омотане без ћелија. Пренос се дешава са кожних везикула заражених особа у респираторни тракт осетљиве особе. Пренос се такође може десити директним контактом са инфективном везикуларном течношћу пореклом од заражене особе. Ин утеро (у материци) инфекција се такође може јавити као резултат трансплаценталног проласка вируса током инфекције варичелом код труднице.

### Инкубација
Период инкубације варичела зостер вируса који је у распону од  10 до 21 дан, у просеку траје 14 дана.

### Инфективност
Варичела зостер вирус је веома заразан. Високо инфективни ВЗВ без ћелија, произведени у кожним везикулама пацијената, одговорни су за висок степен заразности овог вируса. Водене богиње су заразне 1 до 2 дана пре појаве осипа и отприлике 3 до 4 дана након појаве осипа, све док се све везикуле не прекрију. Зостер је мање заразан од варичеле, али пацијенти са зостером могу пренети вирус на осетљиве особе.

## Епидемиологија
Примарна инфекција вирусом варичела зостер доводи до варичеле (примарно преносива капљична заразна болест из групе осипних грозница), што може довести до компликација укључујући енцефалитис, пнеумонију (или директну вирусну пнеумонију или секундарну бактеријску пнеумонију) или бронхитис (било вирусни бронхитис или секундарни бактеријски бронхитис). Чак и када се клинички симптоми водених богиња повуку, ВЗВ остаје у стању мировања у нервном систему заражене особе (латенција вируса), у ганглијама тригеминуса и дорзалног корена. ВЗВ улази кроз респираторни систем. Имају период инкубације од 10-21 дан, у просеку 14 дана. Гађајући кожу и периферни нерв, период болести је од 3 до 4 дана. 1-2 дана пре појаве осипа је када је овај вирус најзаразнији. Знаци и симптоми укључују везикуле које се пуне гнојем, руптуре и красте пре зарастања. Лезије се најчешће јављају на лицу, грлу, доњем делу леђа, грудима и раменима.
У отприлике трећини случајева, ВЗВ се реактивира касније у животу, изазивајући болест познату као херпес зостер.
Сматра се да је индивидуални животни ризик од развоја херпес зостер између 20% и 30%, или отприлике 1 од 4 особе. Међутим, за особе старије од 85 година, овај ризик се повећава на 1 од 2 особе. У студији из Шведске Нилссон ет ал (2015) годишња инциденција инфекције херпес зостер процењује се на укупно 315 случајева на 100.000 становника за све узрасте и 577 случајева на 100.000 за особе старије од 50 година. ВЗВ такође може да инфицира централни нервни систем, а чланак из 2013. наводи стопу инциденције од 1,02 случаја на 100.000 становника у Швајцарској и годишњу стопу инциденције од 1,8 случајева на 100.000 становника у Шведској.
Лезије шиндре и пратећи бол, који се често описује као пецкање, обично се јављају на кожи коју инервирају један или два суседна сензорна нерва, скоро увек само на једној страни тела. Лезије на кожи се обично повлаче током неколико недеља, док бол често траје дуже. У 10 до 15% случајева, бол траје дуже од три месеца, хронично и често онеспособљујуће стање познато као постхерпетична неуралгија. Друге озбиљне компликације инфекције варичела зостер укључују Молларетов менингитис, зостер мултиплекс и запаљење артерија у мозгу које доводи до можданог удара, мијелитис, херпес офталмицус или зостер сине херпете. Код Ремзи Хантовог синдрома, ВЗВ утиче на геникуларни ганглиј дајући лезије које прате специфичне гране фацијалног нерва. Симптоми могу укључивати болне пликове на језику и уху заједно са једностраном слабошћу лица и губитком слуха. Ако се инфицира у почетним фазама трудноће, може доћи до озбиљног оштећења фетуса. Реиеов синдром може се десити након почетне инфекције, изазивајући континуирано повраћање и знаке мождане дисфункције као што су екстремна поспаност или борбено понашање. У неким случајевима може уследити смрт или кома. Реиеов синдром углавном погађа децу и тинејџере, а употреба аспирина током инфекције може повећати овај ризик.

## Знаци и симптоми

### Варичела
Код деце, варичела се манифестују:
- повишеном температуром,
- раздражљивошћу,
- ерупцијом везикуларног осипа, који на крају ствара красте које отпадају а кожа зараста без ожиљака.

Варичела се такође може јавити код одраслих без природног имунитета или реакције изазване вирус зостер вакцином. 

### Херпес зостер (зостер)
Најчешћа презентација зостера је везикуларни осип, који најчешће погађа торакални дерматом. Бол и парестезија су обично први симптоми ВЗВ инфекције. Док карактеристични везикуларни осип не избије, дијагноза може бити тешка. 
Продромални период током којег симптоми могу варирати је уобичајен (у просеку око 14. дана). Након продромално периода болести јављају се:
- бол, парестезија и губитак чула су уобичајени симптоми,
- еритематозне макуле,
- папуле, које се развијају и напредују у везикуле у року од 24 сата
- везикуле на крају формирају красте које се распадају и отпадају
- моторна слабост се такође може јавити али она често изостаје током прегледа.
- случајеви стварне моноплегије због ВЗВ неуритиса брахијалног плексуса

### Зостер мултиплекс
Зостер се може појавити у више дерматома, суседних и несуседних, на обе стране тела. Особе са ослабљеним имунитетом су подложније овом облику зостера. Терминологија зависи од броја захваћених дерматома и од тога да ли је стање једнострано или билатерално (нпр зостер дуплекс унилатералис се односи на захваћеност два једнострана дерматома). Пријављени су и случајеви зостера који се истовремено јавио у седам несуседних дерматома

### Зостер синусни херпес
ВЗВ инфекција се може поново активирати без изазивања кожних везикула. Ови пацијенти имају јаке дерматомне болове, могућу моторичку слабост и могућу хипестезију, али без видљивог осипа или везикула.
ВЗВ инфекција се може манифестовати као акутна периферна парализа лица код 8-25% пацијената који немају кожне везикуле. Ово је чешће код пацијената са ослабљеним имунитетом који користе ацикловир (или друге агенсе) као профилаксу зостера.

### Болест централног нервног система
ВЗВ може бити повезан са болешћу ЦНС, при чему је менингитис најчешћа клиничка презентација. 
Болест ЦНС изазвана ВЗВ се често манифестује без пратећек зостер осипа.

### Рамсаи Хунтов синдром
Рамсаи Хунтов синдром је неуролошка болест која доводи до појаве везикула на кожи око ушног канала, као и парализе лица, болова у ушима и других карактеристичних знакова. Повезан је са инфекцијом региона фацијалног нерва и геникуларног ганглиона варичела зостер вирусом.
Клиничка слика укључује следеће знаке и симптоме:
- периферну парализу лица
- бол у уху и лицу
- везикуле у спољашњем ушном каналу (нису увек присутне)
- додатни слушни и вестибуларни симптоми у неким случајевима.[18]

### Очни зостер (херпес офталмикус)
Очни зостер узрокован је реактивацијом ВЗВ инфекције у офталмичком делу тригеминалног нерва. Клиничка слика може укључивати конјунктивитис или чиреве рожњаче. Компликације укључују слепило, а везикуле не морају бити присутне. 
Ретко, вирус мигрира дуж интракранијалних грана тригеминалног нерва, изазивајући тромботичну цереброваскуларну патологију са јаком главобољом и хемиплегијом.

## Превенција
Од када је програм вакцинације против варичеле спроведен 1995. године, хоспитализације и смртни случајеви од варичеле су само у Сједињеним Америчким Државама опали за 93%, односно 94%.

### Имунизација
Жива атенуирана вакцина, развијена од јапанског соја Ока, препоручује се за употребу код здраве деце након 12 месеци старости. Вакцина се такође може користити за имунокомпетентне одрасле особе, посебно оне са професионалним ризиком од добијања болести  (нпр у Канади се вакцина против варичела херпеса зостер такође препоручује за имунизацију имунокомпетентних одраслих особа старијих од 60 година).

### Профилакса
Пасивна имунизација интравенским имуним глобулином, варичела-зостер имуним глобулином (ВЗИГ) или ВариЗИГ, ако се даје у року од 96 сати од излагања инфекцији, ефикасна је у превенцији инфекције или смањењу озбиљности болести код осетљивих и/или имунокомпетентних особа.

## Терапија
У људском телу ВЗВ изазвана инфекција може се лечити бројним лековима и терапеутским агенсима, укључујући:
- ацикловир за варичелу,

- фамцикловир, валацикловир за зостер,

- зостер-имуни глобулин (ЗИГ) и

- видарабин.[21]

Ацикловир се често користи као лек избора код примарних ВЗВ инфекција, а рани почетак његове примене може значајно да скрати трајање било којих симптома. Међутим, постизање ефективне концентрације ацикловира у серуму обично захтева интравенску примену, што отежава његову употребу ван болнице.